# 杜米特鲁·贝尔贝切
杜米特鲁·贝尔贝切（羅馬尼亞語：Dumitru Berbece，1961年1月2日—），罗马尼亚男子手球运动员。他曾代表罗马尼亚国家队参加1984年和1992年夏季奥林匹克运动会手球比赛，获得一枚铜牌。